# Nguyệt Thượng Trùng Hỏa
Nguyệt Thượng Trùng Hỏa (tiếng Trung: 月上重火, bính âm: Yuè Shàng Zhòng Huǒ, tiếng Anh: And the Winner is Love) được chuyển thể từ tiểu thuyết cùng tên của nhà văn Quân Tử Dĩ Trạch. Bộ phim kể về con gái của Trùng cung chủ Trùng Hỏa Cung - Trùng Diệp, Thiếu cung chủ Trùng Tuyết Chi cùng Cốc chủ Nguyệt Thượng Cốc - Thượng Quan Thấu, trải qua thật nhiều hiểu lầm mới có thể kết thành phu thê.

## Tóm tắt
Con gái của Cung chủ Trùng hỏa cung là Trùng Tuyết Chi (Trần Ngọc Kỳ) mới vào giang hồ, ở Đại hội anh hùng kết bạn cùng Cốc chủ Thượng Quan Thấu (La Vân Hi). Trấn cung chi bảo của Trùng Hỏa Cung - "Liên Thần Cửu Thức" bị trộm, Trùng Tuyết Chi bị trục xuất khỏi cung còn nhiều lần bị ám sát, một đường ở cùng Thượng Quan Thấu, hai người dần nảy sinh tình cảm. Trùng Tuyết Chi gặp lại Lâm Sướng Nhiên - nhị phụ thân của nàng, biết được Trùng Diệp (Lý Tông Hàn) năm đó viết hai bản bí tịch, một bản là dùng để khắc chế Liên Thần Cửu Thức. Sau đó, Thượng Quan Thấu cùng Trùng Tuyết Chi trải qua nghìn vạn khúc mắc, hiểu lầm nhiều lần cuối cùng kết thành phu thê. Nhưng trong giang hồ có kẻ lén luyện tà công Liên Thần Cửu Thức, giết người vô số, khiến cho cả võ lâm đều nghi ngờ Trùng Tuyết Chi chính là người đã ra tay sát hại đồ đệ trong môn. Giữa đường lại xuất hiện thêm một Lỗ vương muốn thâu tóm cả võ lâm. Phu phụ Thấu Chi trải qua muôn vàn nguy hiểm, cùng nhau vực dậy võ lâm, diệt trừ Lỗ vương.

## Diễn viên

### Diễn viên chính
- Trần Ngọc Kỳ vai Trùng Tuyết Chi

Thiếu cung chủ Trùng Hỏa Cung, bề ngoài diễm lệ bức người, tính cách nhiệt tình như lửa, nội tâm lại cực kỳ nhu mềm cô độc. Sau khi Trùng Diệp qua đời, Trùng Tuyết Chi mười một tuổi liền tiếp quản Trùng Hỏa Cung, mười bốn tuổi liền chính thức đứng ra thu nhận môn đồ cho Trùng Hỏa Cung, cùng các đại môn phái giao tiếp.
- La Vân Hi vai Thượng Quan Thấu

Cốc chủ Nguyệt Thượng Cốc, người trên giang hồ gọi hắn là "Thượng Quan công tử", từ nhỏ ngày thường tiêu trí, có tri thức hiểu lễ nghĩa, một bụng học thức, lanh lợi nhu thuận, lại thể nhược nhiều bệnh, năm ấy, hắn ở Đại hội võ lâm gặp được Trùng Tuyết Chi cùng Lâm Phụng Tử, chịu đựng lời nói dụ hoặc của Lâm Phụng Tử, chăm học khổ luyện, sau khi lớn lên biến thành danh mãn hoa công tử của giang hồ.

### Diễn viên phụ
- Trâu Đình Uy vai Mục Viễn
- Điền Y Đồng vai Lâm Phụng Tử
- Triệu Văn Hạo vai Hạ Khinh Mi
- Hàn Diệp vai Chu Sa
- Trịnh Y Minh vai Xà Cừ
- Mễ Na vai Hải Đường
- Mã Thiến vai Lưu Ly
- Quyền Bái Luân vai Tiết Liệt
- Bảo Thiên Kỳ vai Thượng Quan Tranh
- Hoàng Tiểu Qua vai Cầu Hồng Tụ
- Tả Lập vai Trọng Đào
- Phan Dịch Trạch vai Phong Thiệp
- Trương Thuân Kiệt vai Lâm Sướng Nhiên
- Hạ Thiêm vai Lâm Tung Tinh
- Đới Tiếu Doanh vai Nguyên Song Song
- Tôn Chính Lâm vai Phong Thành
- Niếp Văn Viễn vai Phong Mạc
- Lý Á Thiên vai Thượng Quan Hành Châu
- Mưu Phượng Bân vai Ân Tứ
- Vương Nghiêu vai Vũ Trung Văn Tung
- Lý Tông Hàn vai Trùng Diệp
- Châu Tiểu Phi vai Từ Nhẫn Sư Thái
- Thành Thành vai Tinh Nghi đạo trưởng
- Sử Địch Văn vai Cô Cô

## Nhạc phim
| STT              | Nhan đề                          | Phổ lời                | Phổ nhạc         | Ca sĩ                      | Thời lượng |
| ---------------- | -------------------------------- | ---------------------- | ---------------- | -------------------------- | ---------- |
| 1.               | "Khó Lường (莫測)"               | Tiêu Bân               | Lục Hổ           | Lục Hổ                     | 3:37       |
| 2.               | "Duyên Lạc (缘落)"               | Lục Hổ, Lý Thanh Chiếu | Lục Hổ           | Châu Thâm & Lục Hổ         | 5:00       |
| 3.               | "Duyên Khởi (缘起)"              | Ngô Kiếm Trung         | Lục Hổ           | La Vân Hi                  | 4:05       |
| 4.               | "Như Cũ (如故)"                  | Thương Liên            | Mzf Tiểu Mộ      | Mộ Hàn                     | 3:54       |
| 5.               | "Nhất Mộng Tình Thâm (一梦情深)" | Thanh Ngạn             | Tô Tình          | Vương Kính Hiên & Ngân Lâm | 4:44       |
| Tổng thời lượng: | Tổng thời lượng:                 | Tổng thời lượng:       | Tổng thời lượng: | Tổng thời lượng:           | 25:14      |